# 诺基亚贝尔
上海诺基亚贝尔股份有限公司（英語：Nokia Shanghai Bell Co., Ltd.），通称诺基亚贝尔，是诺基亚通信中国和上海贝尔（上海贝尔股份有限公司）在中国大陸运营的合资企业，成立於1983年，目前拥有员工约16000人，国内销售服务网络覆盖31个省市，国际业务遍及50多个国家和地区，为运营商和非运营商客户提供端到端的信息通信解决方案和高质量的服务，并在IP网络、光网络、固网以及下一代5G网络等诸多领域领军发展。

## 历史
1983年12月15日，上海贝尔有限公司成立。后改为上海贝尔阿尔卡特股份有限公司。2003年国资委成立后，列入国资委监管的中央企业名单，成为中央企业中唯一中外合资的企业，也是唯一非中方控股的企业。
2020年6月3日，国资委发布公告，上海诺基亚贝尔股份有限公司不再列入国务院国有资产监督管理委员会履行出资人职责企业名单。诺基亚贝尔按照股权关系由中国保利集团下属中国华信邮电科技有限公司管理。

## 投资公司
- 上海贝尔软件有限公司
- 上海贝尔（香港）有限公司
- 安弗施无线射频系统控股有限公司
- 诺基亚通信系统技术（北京）有限公司
- 诺基亚通信成都有限公司
- 湖南华诺科技有限公司
- 北京阿尔卡特朗信科技有限公司
- 上海贝尔信息产品有限公司
- 四川贝尔通信系统有限公司
- 上海阿尔卡特网络支援系统有限公司
- 阿尔卡特朗信菲律宾有限公司
- 上海贝尔老挝独资有限公司
- 福建阿尔卡特通信技术有限公司
- 沈阳阿尔卡特电讯有限公司
- 乌鲁木齐贝尔通信技术服务有限公司